# Boisset (Hérault)
Boisset település Franciaországban, Hérault megyében. Lakosainak száma 41 fő (2022. január 1.). Boisset Ferrals-les-Montagnes, La Livinière, Minerve, Rieussec, Vélieux és Verreries-de-Moussans községekkel határos.

## Népesség
A település népességének változása:
| Lakosok száma | 7    | 23   | 22   | 27   | 43   | 43   | 40   | 39   | 39   | 41   |
|               | 1968 | 1982 | 1990 | 2006 | 2013 | 2015 | 2017 | 2019 | 2020 | 2022 |